# Championnat de France de basket-ball de deuxième division 1993-1994
Navigation
Saison précédente Saison suivante
Le championnat de Pro B de basket-ball est le deuxième plus haut niveau du championnat de France masculin de basket-ball. Dix-huit clubs participent à la compétition.
À l'issue de la saison régulière, le 1r est déclaré Champion de France et accède à la Pro A, le second dispute un barrage contre le 13ème de l'élite.
Cette saison fut marquée par la domination de SLUC Nancy et Strasbourg IG en championnat. L'Étendard de Brest et le RC Toulouse descendent en fin de saison en Nationale 2.

## Clubs participants
| Clubs           | Salles (Capacités)                                                      | Villes           |
| --------------- | ----------------------------------------------------------------------- | ---------------- |
| Brest           | Salle Marcel-Cerdan (2 270 places)                                      | Brest            |
| Besançon        | Palais des sports (4000 places)                                         | Besançon         |
| Caen            | Palais des sports (3 000 places)                                        | Caen             |
| Évreux          | Salle Jean Fourre (3400 places)                                         | Évreux           |
| Hyères Toulon   | Espace 3000 (2 500 places)                                              | Hyères           |
| La Rochelle     | Salle Gaston Neveur (1 994 places)                                      | La Rochelle      |
| Le Havre        | Gymnase Gabriel Beauville (1 000 places)                                | Le Havre         |
| Lourdes         | Palais des Sports de Lourdes (900 places)                               | Lourdes          |
| Maurienne       | Gymnase du collège (1 200 places)                                       | Aiguebelle       |
| Mulhouse        | Palais des Sports (3700 places)                                         | Mulhouse         |
| Nancy           | Palais des sports Jean-Weille (4500 places)                             | Nancy            |
| Poissy Chatou   | Complexe Marcel Cerdan (2 200 places) et Gymnase Paul Bert (900 places) | Poissy et Chatou |
| Roanne          | Halle André-Vacheresse (3 085 places)                                   | Roanne           |
| Saint-Brieuc    | Salle Steredenn (3 058 places)                                          | Saint-Brieuc     |
| Strasbourg      | Rhénus (4000 places)                                                    | Strasbourg       |
| Toulouse        | Palais des Sports (4300 places)                                         | Toulouse         |
| Tours           | Palais des Sports (4 000 places)                                        | Tours            |
| Vrigne-aux-Bois | Salle Bérégovoy (? places)                                              | Vrigne-aux-Bois  |